# Пойда Дмитро Павлович
Дмитро Павлович Пойда (21 жовтня 1908, Бородаївські Хутори — 25 листопада 1992, Дніпропетровськ) — український історик, педагог, доктор історичних наук (з 1962 року), професор (з 1963 року).

## Біографія
Народився 21 жовтня 1908 року у с. Бородаївські Хутори Верхньодніпровського повіту Катеринославської губернії (нині Верхньодніпровського району Дніпропетровської області) у селянській родині. Трудову діяльність розпочав у 13 років, працював наймитом, згодом — секретарем сільської ради.
У 1931 році приїхав до Харкова. Спочатку вчився на робітфаці, потім став студентом Всеукраїнського інституту комуністичної освіти. Після реорганізації інституту його зарахували до студентів Харківського педагогічного інституту, який він закінчив з відзнакою у 1936 році за спеціальністю «Історія». У 1937 році закінчив перший курс аспірантури Київського інституту червоної професури, але у зв'язку із його ліквідацією отримав призначення на педагогічну роботу до м. Дніпропетровська.
З 1937 року — на педагогічній та викладацькій роботі у Дніпропетровському державному університеті. Працював старшим викладачем. У 1939 році став одним із організаторів кафедри історії СРСР (нині — східноєвропейської історії) на історичному факультеті Дніпропетровського державного університету, а напередодні Другої Світової війни — завідувачем кафедри.
З початком війни перебував у діючій армії на партійно-політичній роботі, за що мав ряд урядових нагород. З листопада 1945 року по серпень 1946 року працював старшим викладачем соціально-економічних дисциплін Подольського військово-піхотного училища (м. Шуя).
Після демобілізації у 1946 році повернувся до Дніпропетровська, де понад 30 років присвятив роботі у Дніпропетровському державному університеті (1946—1955, 1965—1992). У 1965–1986 роках — завідувач кафедрою історії СРСР та УРСР Дніпропетровського державного університету. Також працював завідувачем кафедри у Вищій партійній школі. У 1949 році захистив кандидатську дисертацію на тему: «Крестьянское движение на Екатеринославщине в период революционной ситуации в России конца 1850-х — начала 1860-х годов». У 1962 році на базі монографії «Крестьянское движение на Правобережной Украине в пореформенный период (1866—1900 гг.)», виданої у 1960 році, захистив докторську дисертацію. У 1959–1966 роках завідував кафедрою історії КПРС у Дніпропетровському гірничому інституті.
За багаторічну науково-педагогічну працю був удостоєний ряду урядових нагород, зокрема, двох орденів «Знак Пошани», ордену Вітчизняної війни ІІ ступеня, багатьох медалей. У 1976 році йому було присвоєне почесне звання Заслуженого працівника вищої школи Української РСР.
Помер 25 листопада 1992 року. Похований у Дніпропетровську на Сурсько-Литовському кладовищі. З 1993 року кафедра, якою багато років завідував Д. П. Пойда, в пам'ять про вченого, щорічно проводить наукові читання з питань аграрної історії України та Росії.

## Наукова діяльність
Автор понад 150-ти наукових та навчально-методичних праць. Він був одним із найактивніших авторів та членом редколегії тому «Дніпропетровська область» унікального багатотомного видання «Історія міст і сіл Української РСР», редактором збірників наукових праць викладачів кафедри.
За час своєї науково-педагогічної роботи створив наукову школу істориків-аграрників, підготував понад 30 кандидатів історичних наук. Був постійним учасником Всесоюзних аграрних симпозіумів, очолював на історичному факультеті ДДУ спеціалізовану вчену раду із захисту кандидатських дисертацій.

## Учні
Підготував 22 кандидати історичних наук, з яких 7 — Д. С. Шелест, Л. П. Гарчева, В. В. Стецкевич, В. В. Крутиков, С. І. Світленко, А. В. Бойко та Г. Г. Кривчик згодом стали докторами історичних наук, професорами.